# سوزان سوليفان
سوزان سوليفان (بالإنجليزية: Susan Sullivan)‏ (و. 1942 – م) هي ممثلة، وممثلة مسرحية، وممثلة تلفزيونية، من الولايات المتحدة الأمريكية، ولدت في مدينة نيويورك.

## التعليم
تعلمت في جامعة هوفسترا.

## وصلات خارجية
- سوزان سوليفان على موقع IMDb (الإنجليزية)
- سوزان سوليفان على موقع ألو سيني (الفرنسية)
- سوزان سوليفان على موقع أول موفي (الإنجليزية)
- سوزان سوليفان على موقع قاعدة بيانات برودواي على الإنترنت (الإنجليزية)
- سوزان سوليفان على موقع قاعدة بيانات الأفلام السويدية (السويدية)
- سوزان سوليفان على موقع إن إن دي بي (الإنجليزية)
- سوزان سوليفان على موقع قاعدة بيانات الفيلم (الإنجليزية)
- سوزان سوليفان على موقع كينوبويسك (الروسية)